# Gijs Luirink
Gijs Luirink (* 12. září 1983, Amsterdam, Nizozemsko) je nizozemský fotbalový obránce a bývalý mládežnický reprezentant, který hraje v nizozemském klubu FC Volendam.

## Reprezentační kariéra
Gijs Luirink byl členem nizozemských mládežnických výběrů. Zúčastnil se Mistrovství Evropy hráčů do 21 let 2006 v Portugalsku, kde mladí Nizozemci vybojovali svůj první titul v této věkové kategorii, když porazili ve finále Ukrajinu 3:0. Na turnaji nastoupil ve všech pěti utkáních a vstřelil jeden gól (v základní skupině B 24. května proti Ukrajině, porážka 1:2).